# Čezsoča
Čezsoča – wieś w Słowenii, w gminie Bovec. W 2018 roku liczyła 308 mieszkańców.

## Geografia
Zdarzyło się tam trzęsienie ziemi. Wieś leży w Gminie Bovec, pomiędzy Kal-Koritnicą, miastem Bovec, a górami Alp Julijskich, m.in. Javoršček i Lipnik. Čezsoča leży nad rzekami Socza oraz Slatnica. We wsi znajduje się ośrodek zdrowia.

## Turystyka
Gospodarka wsi jest bardzo nastawiona na turystykę. Znajduje się tam wiele restauracji oraz hoteli. Turystyka wsi jest mocno połączona z turystyką miasta Bovec. Promuje wyjścia w pobliskie góry, m.in. Javoršček, czy Krasji vrh. We wsi znajdują się obozy kempingowe. Przez wieś idzie także szlak turystyczno-rowerowy: Bovec-Kal-Koritnica-Čezsoča-Bovec. 
| Roczne zakwaterowanie turystyczne we wsi Čezsoča | Roczne zakwaterowanie turystyczne we wsi Čezsoča | Roczne zakwaterowanie turystyczne we wsi Čezsoča |
| Rok                                              | Liczba osób                                      | Liczba osób                                      |
| ------------------------------------------------ | ------------------------------------------------ | ------------------------------------------------ |
| Rok                                              | Goście                                           | Nocleg                                           |
| 1986                                             | 31039                                            | 164438                                           |
| 1987                                             | 30548                                            | 154063                                           |
| 1988                                             | 31201                                            | 152851                                           |
| 1989                                             | 28520                                            | 146239                                           |
| 1990                                             | 30900                                            | 147155                                           |